# واش‌برن (میزوری)
واش‌برن (به انگلیسی: Washburn) یک شهر در ایالات متحده آمریکا است که در شهرستان بری، میزوری واقع شده‌است. واش‌برن ۲٫۳۳ کیلومتر مربع مساحت و ۴۳۵ نفر جمعیت دارد و ۴۴۷ متر بالاتر از سطح دریا واقع شده‌است.